# Xã Shell Lake, Quận Becker, Minnesota
Xã Shell Lake (tiếng Anh: Shell Lake Township) là một xã thuộc quận Becker, tiểu bang Minnesota, Hoa Kỳ. Năm 2010, dân số của xã này là 293 người.